# Большакова, Мария Артёмовна
Мария Артёмовна Большакова (1 июля 1949, Речица, Волынская область — 28 августа 2021, Москва, Россия) — российский общественный деятель, председатель совета Общероссийской общественной благотворительной организации «Союз семей военнослужащих России». Член Совета при Президенте Российской Федерации по развитию гражданского общества и правам человека (2012—2021). Лауреат Государственной премии Российской Федерации (2019).

## Биография
Мария Артёмовна Большакова родилась 1 июля 1949 года в селе Речица. Отец — офицер МВД СССР; по словам Большаковой, он был убит «бандеровцами» когда ей было 4 года.
Образование — высшее, окончила Луцкий педагогический институт имени Леси Украинки. Работала пионервожатой, учителем, завучем, заместителем директора средней школы, завучем по воспитательной работе и заместителем директора детского дома «Молодая гвардия», директором базы отдыха Главмосстроя и пионерского лагеря «Искорка» в Московской области. В 1980-х годах пробыла 10 лет на выборных должностях в подмосковных советах народных депутатов. В 1991 году занялась бизнесом, в дальнейшем став президентом фирмы «Мария». В 1993 году создала и возглавила Комитет семей военнослужащих Московской области, в 1997 году — Межрегиональную общественную организацию «Союз семей военнослужащих», а в 2001 году стала учредителем и председателем Общероссийской общественной организации «Союз семей военнослужащих России». В 1999 году баллотировалась в Государственную думу по одномандатному округу.
Состояла в Общественной палате Российской Федерации 1-го (2006—2008 гг.) и 2-го составов (2008—2010 гг.), где была заместителем председателя комиссии по делам ветеранов, военнослужащих и членов их семей, членом комиссии по сохранению культурного и духовного наследия, членом комиссии по социальной и демографической политике, членом межкомиссионной рабочей группы по международной деятельности. С 2007 года являлась членом совета и правления Общероссийской общественной организации «Союз семей погибших Защитников Отечества». С 2012 года является членом Совета по развитию гражданского общества и правам человека при президенте Российской Федерации, входит в его президиум. Также является членом Общественного совета при министерстве обороны Российской Федерации и комиссии по контролю за реализацией социальной стратегии Вооруженных Сил Российской Федерации, Общественного совета при министерстве по чрезвычайным ситуациям Российской Федерации, попечительских советов «Российского Красного Креста», а также московских пансиона государственных воспитанниц и кадетского казачьего корпуса.
В 2005 году подписала «письмо пятидесяти пяти», а в 2011 году — обращения в поддержку приговора по делу ЮКОСа; в дальнейшем отказалась подписать письмо членов СПЧ с осуждением преследования экспертов по второму делу ЮКОСа, в частности насчёт Сергея Гуриева. В 2014 году вместе с несколькими членами СПЧ покинула заседание совета, обвинив других правозащитников, несогласных с применением вооружённых сил РФ на территории Украины, в принадлежности к «иностранным агентам» и в работе под «диктовку Запада». В том же году подписала письмо ряда членов СПЧ с осуждением происходящего на юго-востоке Украины как геноцида, призвав «мировое сообщество к резкому осуждению таких зверств».
Являлась членом консультативного совета при генеральном совете партии «Единая Россия», Общероссийского народного фронта. В 2016 году входила в группу наблюдателей от СПЧ на выборах в Государственную думу. В 2012 и 2018 годах становилась доверенным лицом Владимира Путина. В 2020 году поддержала принятие поправок в конституцию, участвовала в наблюдении за голосованием. В 2021 году назвала «героями» и «защитниками страны» полицейских, участвовавших в разгоне митингов в поддержку Алексея Навального; самого его потребовала «строго наказать» за «негодяйство по отношению к ветерану Великой Отечественной войны».
Cкончалась 28 августа 2021 года в Москве после тяжёлой болезни в возрасте 72 лет. Похоронена на кладбище в Видном, рядом с умершим пять лет назад мужем.

## Личная жизнь
Муж — офицер министерства обороны РФ. Дети и внуки также избрали военную карьеру. В частности, сын — офицер, участник второй чеченской войны.

## Награды
Государственные

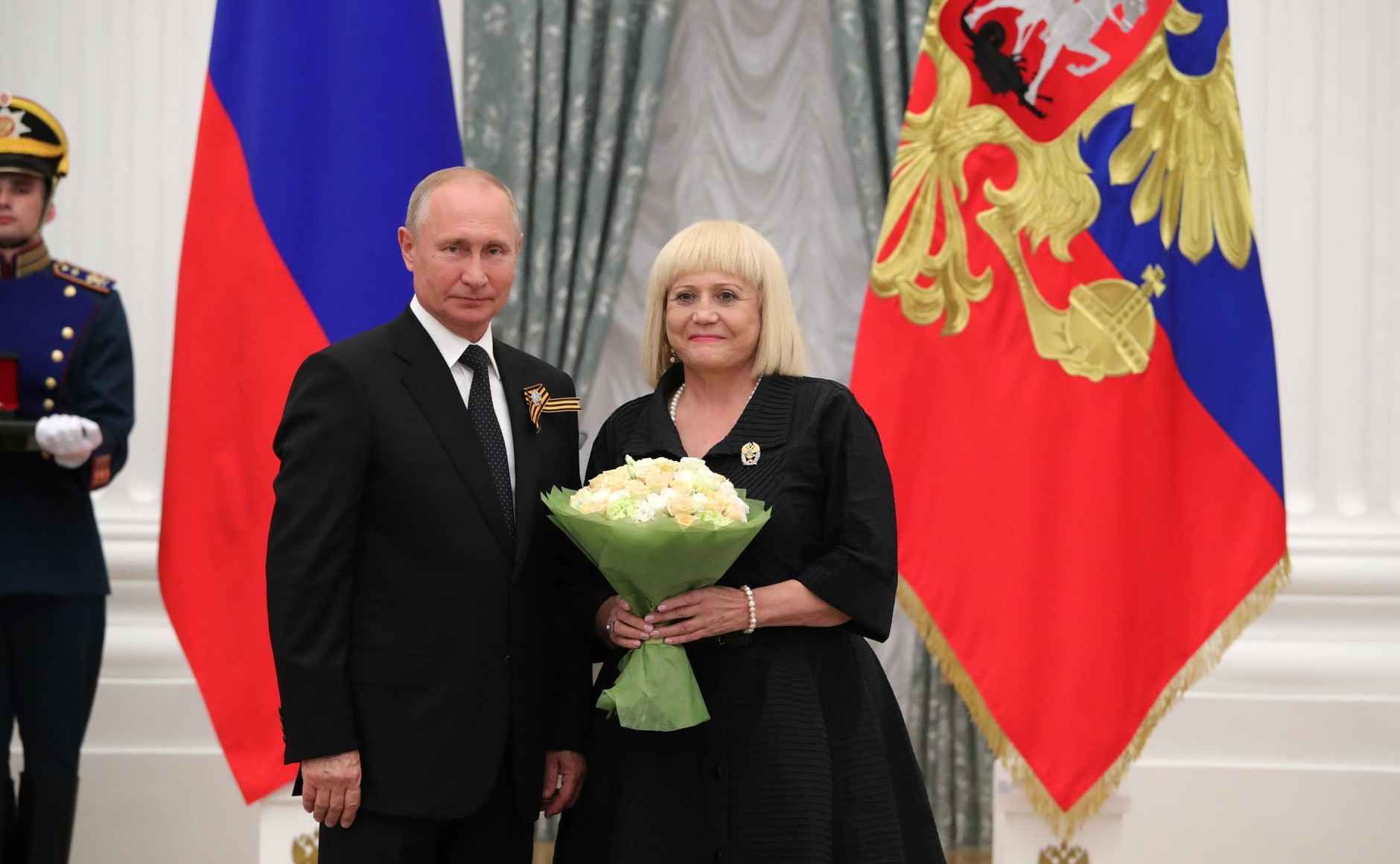
Вручение Государственной премии, 24 июня 2020 года

- Знак отличия «За благодеяние» (23 марта 2015) — «за большой вклад в благотворительную и общественную деятельность»[48]. Вручён первым заместителем руководителя администрации президента России Вячеславом Володиным[49]
- Государственная премия Российской Федерации (10 декабря 2019) — «за выдающиеся достижения в области правозащитной деятельности»[50]. Знак отличия вручён президентом России Владимиром Путиным 24 июня 2020 года в Екатерининском зале Сенатского дворца в Московском Кремле[51].

Ведомственные
- Медаль «За пропаганду спасательного дела» МЧС РФ (29 сентября 2009)[52].
- Медали министерства обороны РФ «За укрепление боевого содружества», «За трудовую доблесть», «200 лет Министерству обороны»[3].

Конфессиональные
- Орден Святой равноапостольной княгини Ольги III степени (Русская православная церковь, 2005 год)[53].

Общественные
- Почётная грамота от председателя СПЧ (2019 год)[54].
- Премия «Офицеры России»[55], премия «За сбережение народа»[56], золотая медаль Российского Фонда Мира[7], другие награды[4].